# Gomortega keule
Gomortegàcia (Gomortegaceae) és una família de plantes amb flors amb un sol gènere Gomortega i una sola espècie Gomortega keule (sinònim G. nitida; noms indígenes keule, queule i hualhual) és un arbre originari de Xile. Creix en una franja molt estreta del Xile central i costaner. Està amenaçada d'extinció. Gomortega keule produeix un fruit groc comestible de 3,4-4,5 cm de diàmetre i se'n fa una mena de melmelada.